# 東京都道403号大手町湯島線
東京都道403号大手町湯島線（とうきょうとどう403ごう おおてまちゆしません）は、東京都千代田区大手町から文京区湯島に至る特定都道である。東京都都市計画道路環状1号線・放射10号線の一部として指定されている。

## 概要
- 起点：東京都千代田区大手町（大手門交差点）
- 終点：東京都文京区湯島（湯島聖堂前交差点）

## 路線状況

### 通称
- 永代通り：千代田区（大手門交差点） - 千代田区（大手町交差点）
- 日比谷通り：千代田区（大手町交差点） - 千代田区（神田橋交差点）
- 本郷通り：千代田区（神田橋交差点） - 文京区（湯島聖堂前交差点）

### 橋梁
- 神田橋（日本橋川）
- 聖橋（神田川）

## 地理

### 通過する自治体
- 東京都
  - 千代田区 - 文京区

### 交差する道路
| 交差する道路                              | 交差する道路                              | 交差点名 | 交差点名   |
| ----------------------------------------- | ----------------------------------------- | -------- | ---------- |
| 東京都道301号白山祝田田町線（内堀通り）   | 東京都道301号白山祝田田町線（内堀通り）   | 千代田区 | 大手門     |
| 国道1号・国道20号（永代通り・日比谷通り） | 国道1号・国道20号（永代通り・日比谷通り） | 千代田区 | 大手町     |
| 首都高速都心環状線                        | 首都高速都心環状線                        | 千代田区 | 神田橋IC   |
| 東京都道402号錦町有楽町線                 | 東京都道402号錦町有楽町線                 | 千代田区 | 神田橋     |
| 東京都道302号新宿両国線（靖国通り）       | 東京都道302号新宿両国線（靖国通り）       | 千代田区 | 小川町     |
| 東京都道405号外濠環状線（外堀通り）       | 東京都道405号外濠環状線（外堀通り）       | 文京区   | ※接続なし  |
| 国道17号（本郷通り）                      | 国道17号（本郷通り）                      | 文京区   | 湯島聖堂前 |

### 鉄道

#### 平行する鉄道
- 東京メトロ千代田線（大手町駅 - 新御茶ノ水駅）

#### 周辺の鉄道
- 都営地下鉄三田線（大手町駅）
- 東京メトロ丸ノ内線（大手町駅 - 淡路町駅 - 御茶ノ水駅）
- 東京メトロ東西線（大手町駅）
- 東京メトロ半蔵門線（大手町駅）
- 都営地下鉄新宿線（小川町駅）
- JR中央線・総武線（御茶ノ水駅）